# Remo nos Jogos Olímpicos de Verão de 1936
O remo nos Jogos Olímpicos de Verão de 1936 foi realizado em Berlim, na Alemanha, com sete eventos disputados.

## Eventos do remo
Masculino: Skiff simples | Skiff duplo | Dois sem | Dois com | Quatro sem | Quatro com | Oito com

## Skiff simples
| Pos. | País                 | Atletas           | Tempo  |
| ---- | -------------------- | ----------------- | ------ |
|      | Alemanha (GER)       | Gustav Schäfer    | 8:21.5 |
|      | Áustria (AUT)        | Josef Hasenöhrl   | 8:25.8 |
|      | Estados Unidos (USA) | Daniel Barrow Jr. | 8:28.0 |

## Skiff duplo
| Pos. | País               | Atletas                         | Tempo  |
| ---- | ------------------ | ------------------------------- | ------ |
|      | Grã-Bretanha (GBR) | Jack Beresford Leslie Southwood | 7:20.8 |
|      | Alemanha (GER)     | Willy Kaidel Joachim Pirsch     | 7:26.2 |
|      | Polônia (POL)      | Roger Verey Jerzy Ustupski      | 7:36.2 |

## Dois sem
| Pos. | País            | Atletas                         | Tempo  |
| ---- | --------------- | ------------------------------- | ------ |
|      | Alemanha (GER)  | Willi Eichhorn Hugo Strauß      | 8:16.1 |
|      | Dinamarca (DEN) | Richardt Olsen Harry Larsen     | 8:19.2 |
|      | Argentina (ARG) | Horacio Podestá Julio Curatella | 8:23.0 |

## Dois com
| Pos. | País           | Atletas                                                | Tempo  |
| ---- | -------------- | ------------------------------------------------------ | ------ |
|      | Alemanha (GER) | Gerhard Gustmann Herbert Adamski Dieter Arend (tim.)   | 8:36.9 |
|      | Itália (ITA)   | Almiro Bergamo Guido Satin Luciano Negrini (tim.)      | 8:49.7 |
|      | França (FRA)   | Georges Tapie Marceau Fourcade Noël Vandernotte (tim.) | 8:54.0 |

## Quatro sem
| Pos. | País               | Atletas                                                     | Tempo  |
| ---- | ------------------ | ----------------------------------------------------------- | ------ |
|      | Alemanha (GER)     | Rudolf Eckstein Anton Rom Martin Karl Wilhelm Menne         | 7:01.8 |
|      | Grã-Bretanha (GBR) | Thomas Bristow Alan Barrett Peter Jackson John Sturrock     | 7:06.5 |
|      | Suíça (SUI)        | Hermann Betschart Hans Homberger Alex Homberger Karl Schmid | 7:10.6 |

## Quatro com
| Pos. | País           | Atletas                                                                                       | Tempo  |
| ---- | -------------- | --------------------------------------------------------------------------------------------- | ------ |
|      | Alemanha (GER) | Hans Maier Walter Volle Ernst Gaber Paul Söllner Fritz Bauer (tim.)                           | 7:16.2 |
|      | Suíça (SUI)    | Hermann Betschart Hans Homberger Alex Homberger Karl Schmid Rolf Spring (tim.)                | 7:24.3 |
|      | França (FRA)   | Fernand Vandernotte Marcel Vandernotte Marcel Cosmat Marcel Chauvigné Noël Vandernotte (tim.) | 7:33.3 |

## Oito com
| Pos. | País                 | Atletas | Tempo  |
| ---- | -------------------- | --- | ------ |
|      | Estados Unidos (USA) | Herbert Morris Charles Day Gordon Adam John White James McMillin Joseph Rantz George Hunt Donald Hume Robert Moch (tim.)                              | 6:25.4 |
|      | Itália (ITA)         | Guglielmo Del Bimbo Dino Barsotti Ottorino Quaglierini Oreste Grossi Enzo Bartolini Mario Checcacci Dante Secchi Enrico Garzelli Cesare Milani (tim.) | 6:26.0 |
|      | Alemanha (GER)       | Alfred Rieck Helmut Radach Hans Kuschke Heinz Kaufmann Gerd Völs Werner Loeckle Hans-Joachim Hannemann Herbert Schmidt Wilhelm Mahlow (tim.)          | 6:26.4 |

## Quadro de medalhas do remo
| Pos. | País               | Ouro | Prata | Bronze | Total |
| 1    | GER Alemanha       | 5    | 1     | 1      | 7     |
| 2    | GBR Grã-Bretanha   | 1    | 1     | 0      | 2     |
| 3    | USA Estados Unidos | 1    | 0     | 1      | 2     |
| 4    | ITA Itália         | 0    | 2     | 0      | 2     |
| 5    | SUI Suíça          | 0    | 1     | 1      | 2     |
| 6    | AUT Áustria        | 0    | 1     | 0      | 1     |
| 6    | DEN Dinamarca      | 0    | 1     | 0      | 1     |
| 8    | FRA França         | 0    | 0     | 2      | 2     |
| 9    | ARG Argentina      | 0    | 0     | 1      | 1     |
| 9    | POL Polônia        | 0    | 0     | 1      | 1     |